# Modipane
Modipane – wieś w Botswanie w dystrykcie Kgatleng. Według spisu ludności z 2011 roku wieś liczyła 3197 mieszkańców.